# オービタルフリー密度汎関数理論
計算化学において、オービタルフリー密度汎関数理論（オービタルフリーみつどはんかんすうりろん、英: Orbital-free density functional theory）は、電子密度の汎関数に基づいた電子構造決定のための量子力学的手法である。この手法はトーマス＝フェルミ模型と密接に関係している。オービタルフリー密度汎関数理論は、今のところ、コーン–シャム密度汎関数理論モデルよりも正確性は低いが、高速であるという長所を有しているため、大きな系に対して適用することができる。

## 電子の運動エネルギー
ホーヘンベルク・コーンの定理は、原子の系について、全エネルギーを得る電子密度の汎関数が存在することを保証する。電子密度に関するこの汎関数の最小化は、ここから系の全ての性質を得ることができる基底状態の電子密度を与える。ホーヘンベルク・コーンの定理はこういった汎関数が存在することを教えてくれるものの、どのようにそういった汎関数を探せばよいかを指導してはくれない。実際のところは、密度汎関数は電子の運動エネルギーと交換-相関エネルギーの2つの項を除いて厳密に知られている。真の交換-相関汎関数の欠如は密度汎関数理論（DFT）における周知の問題であり、この極めて重要な要素を近似するための多様な手法が存在する。
電子の運動エネルギーについての密度汎関数が不明であるという事実は、一般的に別の方法で回避される。密度汎関数理論の伝統的手法は、複数の単一粒子状態（オービタルと呼ばれる）に属する複数の電子として系を取り扱うことができると仮定することである。全波動関数は次にこれらの単一粒子オービタルのスレイター行列式として書くことができる。オービタル自身は有効コーン–シャムハミルトニアンの対角化によって得られる。単一粒子状態の電子の運動エネルギーはオービタル{\displaystyle |\phi _{i}\rangle } に関して以下のように厳密に書くことができる。
{\displaystyle E_{\mathrm {kinetic} }=-{\frac {1}{2}}\langle \phi _{i}|\nabla ^{2}|\phi _{i}\rangle }
この手法に関連する問題は、単一粒子オービタルを見つけるためにコーン–シャムハミルトニアンの対角化を必要とすることである。そのうえ、このハミルトニアン自身がこれらのオービタルに依存するため、この問題はつじつまの合うように（自己無撞着的に）解かなければならない。これは、一般に、計算コストが高い作業である。密度汎関数として電子の運動エネルギーを書くことができるとすれば、大きな行列の対角化の問題は、比較的簡潔な汎関数最適化問題に置き換えることができるだろう。したがって、運動エネルギーについて正確な密度汎関数を探すことが、いわゆる「オービタルフリー」法の最重要点である。
これを行う最初の試みの一つがトーマス＝フェルミ模型であった。トーマス＝フェルミ模型は
{\displaystyle E_{\mathrm {TF} }={\frac {3}{10}}\left(3\pi ^{2}\right)^{2/3}\int [n({\boldsymbol {r}})]^{5/3}d^{3}r}
として運動エネルギーを書いた。
この式は均一な電子ガスに基づいており、ゆえに、ほとんどの物理系についてそれ程正確ではない。より正確で汎用性のある運動エネルギー密度汎関数を探すことが現在行われている研究の焦点である。電子密度の観点からコーン–シャム運動エネルギーを定式化することで、 コーン–シャムオービタルを解くためのコーン–シャムハミルトニアンの対角化を避けることができ、 計算コストを節約することができる。オービタルフリー密度汎関数理論にはコーン–シャムオービタルは含まれないため、電子密度に関する系のエネルギーを最小化するだけでよい。